# انارکلی هنریار
انارکلی هنریار زن سیاست‌مدار اهل هنود در افغانستان است.

## زندگی‌نامه
انارکلی هنریار، فرزند کیشن سنگهـ، از قوم هندوی (سیک) افغانستان، متولد سال ۱۳۵۳ (خورشیدی) در شهر کابل است که اصالتاً از قلعه هندوان شهر خوست بودند و در اثر تعصبات قومیتی و مذهبی از آنجا متواری شده‌اند. او دانشگاه طب دندان را در سال ۱۳۷۴ (خورشیدی) خوانده است. انارکلی هنریار معلم، عضو جامعه مدنی، هنریار عضو لویه جرگه قانون اساسی، عضو جرگه امن افغانستان و پاکستان، عضو جرگه ملی مشورتی صلح، عضو کمیسیون مستقل حقوق بشر افغانستان، فعال حقوق بشر و حقوق زن، رئیس در شورای زنان اهل هنود، بوده‌است.